# Li Dan (schaatser, geboren 1986)
Li Dan (12 mei 1986, Jilin) is een Chinese langebaanschaatsster. Zij kwam tijdens de Olympische Winterspelen 2014 voor China uit op de 1000m, hier werd ze 34ste.

## Persoonlijke records
| Afstand | Datum             | Baan    | Tijd    |
| ------- | ----------------- | ------- | ------- |
| 500m    | 22 september 2013 | Calgary | 38,69   |
| 1000m   | 21 september 2013 | Calgary | 1.18,07 |
| 1500m   | 19 oktober 2006   | Harbin  | 2.07,76 |
| 3000m   | 18 december 2004  | Harbin  | 5.03,79 |

## Resultaten
| Jaar | WK Sprint | WK Allround | WK Afstanden | Olympische Spelen | WK Junioren                     |
| ---- | --------- | ----------- | ------------ | ----------------- | ------------------------------- |
| 2002 |           |             |              |                   | 17e allround                    |
| 2003 |           |             |              |                   | 20e allround 23e achtervolging  |
| 2004 |           |             |              |                   | NC32 allround 19e achtervolging |
|      |           |             |              |                   |                                 |
| 2011 | NC26      |             |              |                   |                                 |
|      |           |             |              |                   |                                 |
| 2014 | 21        |             |              | 34e 1000m         |                                 |

NC32 = niet gekwalificeerd voor de laatste afstand, maar wel als 32e geklasseerd in de eindrangschikking